# Paya Reje Tami Delem
Paya Reje Tami Delem is een bestuurslaag in het regentschap Aceh Tengah van de provincie Atjeh, Indonesië. Paya Reje Tami Delem telt 317 inwoners (volkstelling 2010).